# بشتسرایته
بشتسرایته (به آلمانی: Bechtsrieth) یک شهر در آلمان است که در نویشتادت ان در والدناب واقع شده‌است. بشتسرایته ۱٬۰۷۴ نفر جمعیت دارد.